# Ricardo Vaz Tê
Ricardo Jorge Vaz Tê, född 1 oktober 1986 i Lissabon, är en portugisisk före detta fotbollsspelare. Ricardo Vaz Tê har även spelat i Portugals U21-herrlandslag i fotboll.

## Karriär
2010 gick Vaz Te från Bolton till den grekiska klubben Panionios FC. Dessförinnan har han även spelat sex säsonger i Bolton Wanderers mellan åren 2004-2010 och även några matcher i Hull City dit han var utlånad under säsongen 2006-2007. 
Det blev inget spel i grekiska Panionios eller skotska Hibernian under 2010, utan i stället hamnade Vaz Te i Barnsley 2011 där han spelade 18 matcher och gjorde sju mål innan han såldes till West Ham United i januaris transferfönster 2012.